# Carlo Giordana
Carlo Giordana (Nereto, 1º gennaio 1945 – Milano, 8 aprile 2020) è stato un attore italiano, che fu attivo per un breve periodo fra la fine degli anni sessanta e i primi anni settanta.

## Biografia
Era figlio di Claudio Gora e Marina Berti e fratello di Andrea, Marina, Luca e Cristina Giordana.
Fu attore e anche interprete di fotoromanzi sui periodici Lancio e sul settimanale della Rizzoli Sogno.
Nel cinema italiano interpretò essenzialmente film di genere (musicarelli, spaghetti western, ecc.).
È scomparso l'8 aprile 2020, all'età di 75 anni.

## Filmografia
- Una voglia da morire, regia di Duccio Tessari (1965)
- Nel sole, regia di Aldo Grimaldi (1967)
- L'oro del mondo, regia di Aldo Grimaldi (1968)
- L'odio è il mio Dio, regia di Claudio Gora (1969)
- Fellini Satyricon, regia di Federico Fellini (1969)
- Sartana nella valle degli avvoltoi, regia di Roberto Mauri (1970)
- ...e lo chiamarono Spirito Santo, regia di Roberto Mauri (1971)
- Buona parte di Paolina, regia di Nello Rossati (1973)